# Хируй Вольдэ Селассие

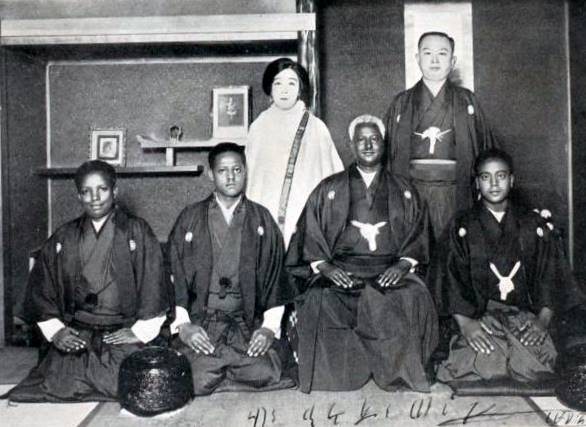
Хируй Вольдэ Селассие во время поездки в Японию.

Блаттенгета Хиру́й Во́льде Села́ссие (геэз: ብላቴን ጌታ ኅሩይ ወልደ ሥላሴ Blatten-Geta Həruy Wäldä-səllase; 8 мая 1878 — 19 сентября 1938) — абиссинский политический и общественный деятель, дипломат и министр иностранных дел (1930–1936), писатель, просветитель, историк и библиограф. Один из крупнейших деятелей культуры Абиссинии (Эфиопии) первой половины XX века. По национальности был амхара, свои произведения писал на амхарском языке.

## Биография
Родился в регионе Менц. Начальное образование получил в одном из местных монастырей. В 13-летнем возрасте потерял отца. Служил диаконом во владениях крупного помещика, получая от него еду и одежду. Затем служил по церковным вопросам у военачальника Баша Абойэ, имевшего титул дэджазмача. Затем поступил в школу при монастыре св. Ракели у горы Энтото, получив там дополнительное религиозное образование. Вместе с тем, не довольствуясь традиционным образованием, выучил английский язык в шведской миссионерской школе и французский, работая с французской ветеринарной миссией. 
Сумел познакомиться с расом Тафари (будущим императором Хайле Селассие I), который в 1916 году, ещё не имея абсолютной власти (трон после низложения Иясу V был занят императрицей Заудиту), назначил его мэром Аддис-Абебы. В 1922 году возглавлял абиссинскую делегацию на заседание Лиги Наций, а 1924 году сопровождал его в поездке по Европе. В 1930 году, когда рас Тафари стал негусом, был назначен министром иностранных дел. В 1931 году совершил дипломатическую поездку в Японию, оставшись под большим впечатлением от её культуры и инфраструктуры, в первую очередь военной; впоследствии выступал за всестороннее расширение сотрудничества с Японией и использование опыта модернизации этой страны во время Реставрации Мэйдзи для проведения реформ в Эфиопии. За время службы министром совершил также поездку в Иерусалим и несколько поездок в Европу.
После оккупации большей части страны в результате Второй итало-эфиопской войны сначала голосовал против бегства негуса из страны, но затем сопровождал монарха в изгнании в Великобритании. Скончался там же, в городе Фэйрфорд; был похоронен в Бате, но затем его останки перезахоронили на родине.

## Творчество
В 1917 году создал первый литературный журнал на амхарском языке «Гоха Цыбах». Выступал как собиратель церковной поэзии, в 1918 году опубликовал составленный им сборник церковных песен и плачей, в 1925 году — «Книгу кыне» (традиционных религиозных песнопений).
Считается одним из первых современных эфиопских романистов. Его первым произведением стала написанная в 1923 году документальная повесть «Моё сердце — мой друг (о характере и поведении человека)». К числу наиболее известных его произведений относятся собрание биографий «Жизнеописание исторических личностей прошлого и настоящего», историческая повесть «Император Йоханныс IV и Метемма» (1927), роман «Брак Бырхане Цйон Могаса» (1930—1931), в котором автор высказал протест против распространённого в его время в Эфиопии обычая заключать браки между подростками по воле родителей, социальные романы о воспитании детей «Совет сыну, память об отце» (1931) и «Я и мои друзья» (1935), историко-философский роман «Новый мир», в котором критике подвергаются многие старые традиции, бытовавшие в Эфиопии, в том числе религиозные. 
Его перу принадлежат также просветительские рассказы, назидательные поэмы, путевые очерки, описывающие его дипломатические поездки, «Каталог книг на геэз и амхарском языках» (1911, 2-е издание — 1927—28) — работа, написанная им ещё в период службы в церкви и ставшая первым библиографическим трудом по истории эфиопской литературы, а также «Документ Японии» («Источник света: страна Япония», 1932) — трактат, в котором он сформулировал основные положения своей прояпонской философии. Он был связан с группой интеллектуалов вроде его друга Текле Хаварията Текле Марияма и Гэбре-Хейвата Байкадана, выступавшей за модернизацию страны наподобие Реставрации Мэйдзи. Он проводил параллели между Японией и Эфиопией: обе страны имели давние императорские линии и «кочующие столицы», обе сопротивлялись западным странам и были вынуждены догонять их в развитии. 